# Albert Gorzkowski
Albert Juliusz Gorzkowski (ur. 26 sierpnia 1971 w Tarnowie) – polski badacz literatury staropolskiej i dawnej, eseista i tłumacz, znawca starożytnej retoryki i filologii biblijnej, profesor nadzwyczajny Wydziału Polonistyki Uniwersytetu Jagiellońskiego, członek pisma poświęconego kulturze renesansu – „Terminus”, wykładowca akademicki.

## Życiorys
W 1989 rozpoczął jako laureat olimpiady polonistycznej – studia w Instytucie Filologii Polskiej UJ, które ukończył z wyróżnieniem, broniąc pracy magisterskiej z zakresu literatury Odrodzenia pod kierunkiem Andrzeja Borowskiego.
W 1995 rozpoczął studia doktoranckie na Wydziale Filologicznym UJ, które ukończył w 1998, broniąc rozprawy doktorskiej (Homo sum atque poeta. Życie i twórczość Pawła z Krosna w świetle humanizmu renesansowego (próba monografii historycznoliterackiej)), również pod kierunkiem Andrzeja Borowskiego i otrzymując stopień doktora. 28 czerwca 2004 uzyskał stopień doktora habilitowanego nauk humanistycznych w zakresie literaturoznawstwa, specjalność: historia literatury polskiej, na podstawie rozprawy Bene atque ornate: twórczość łacińska Jana Kochanowskiego w świetle lektury retorycznej.
Profesor nauk humanistycznych od 19 lutego 2014.
Podczas studiów doktoranckich studiował indywidualnie filologię klasyczną, pogłębiając swoją wiedzę z zakresu języków antycznych. W okresie 1994–2009 opublikował ponad sześćdziesiąt artykułów, także w języku angielskim, w tym sześć książek. W latach 2000–2003 prowadził opcję neolatynistyczną dla neofilologów i filologów klasycznych w zakresie teorii i praktyki retorycznej, sztuki argumentacji, zasad komponowania tekstów naukowych i paranaukowych.
Od 1997 do 2001 współpracował z Zakładem Edytorstwa i Krytyki Tekstu IBL Adama Karpińskiego, zaś od 2005 – z Wydziałem Teologicznym Papieskiej Akademii Teologicznej. Gorzkowski jest także członkiem zagranicznych stowarzyszeń, jak np. International Society for NeoLatin Studies, Swedenborg Society. Uczestniczy także w pracach Polskiego Towarzystwa Retorycznego (wchodzącego w skład International Society for the History of Rhetoric w Louvain) oraz Komisji Neolatynistycznej PAN.
Od 1999 jest sekretarzem czasopisma „Terminus” i członkiem Komitetu Redakcyjnego serii wydawniczej Terminus. Bibliotheca Classica, w którym wydał m.in. dwa dialogi Marcina Bielskiego. Otrzymał stypendium Fundacji na Rzecz Nauki Polskiej na rok 2000. W rok później otrzymał zaś stypendium Fundacji im. Adama Krzyżanowskiego UJ.
W 2005 odznaczony został Srebrnym Krzyżem Zasługi RP za całokształt działalności naukowej i dydaktycznej. W 2000 koordynował działania na UJ dotyczące utworzenia Międzyuczelnianych Indywidualnych Studiów Humanistycznych (znanych jako: Academia Artes Liberales).

## Działalność naukowa
Swoją karierę naukową Gorzkowski rozpoczął od badań nad polskim i europejskim renesansem. Napisał wówczas pierwszą monografię polskiego humanisty, Pawła z Krosna oraz pracę na temat demonologii jako mało znanego wątku w neoplatońskiej myśli Łukasza Górnickiego. Zajmował się także łacińską twórczością Jana Kochanowskiego. Praca Gorzkowskiego nad renesansem ma charakter interdyscyplinarny: autor zajmuje się recepcją myśli platońskiej w średniowieczu oraz renesansie, neoplatonizmem środowisk intelektualnych Padwy i Florencji, interpretacją mitów i paradygmatów religijnych oraz problemami z zakresu stylu i języka.
Gorzkowski na swoim koncie ma również publikacje dotyczące metodologii badań nad literaturą dawną, a zwłaszcza – retoryki antycznej i nowożytnej, które to badania zwieńczył przekład dzieła Heinricha Lausberga, Retoryka literacka. Jego zainteresowania naukowe obejmują także filologię biblijną oraz miejsca Biblii w kulturze europejskiej, począwszy od antyku pogańskiego aż po czasy współczesne. Gorzkowski uczestniczył w pracach nad Biblią Paulistów, tłumaczy także i propaguje teologów żydowskich i chrześcijańskich. Od 2013 członek zwyczajny Stowarzyszenia Biblistów Polskich oraz Polskiego Towarzystwa Studiów Żydowskich.

### Publikacje
- 1995: Zagadki demonologii. Demon Socratis Łukasza Górnickiego.
- 2000: Homo sum atque poeta. Życie i twórczość Pawła z Krosna w świetle humanizmu renesansowego.
- 2004: Bene atque ornate. Twórczość łacińska Jana Kochanowskiego w świetle lektury retorycznej.
- 2012: Cóż stanie się, Panie, jeśli spytam? Studia i szkice o myśli i tradycji biblijnej.

### Tłumaczenia
- 2002: Heinrich Lausberg, Retoryka literacka. Podstawy wiedzy o literaturze.
- 2007: Abraham Joshua Heschel, Bóg szukający człowieka.
- 2010: Clive Staples Lewis, Dopóki mamy twarze.
- 2014: Abraham Joshua Heschel, Prorocy.